# Guerra civile di Pahang
La guerra civile di Pahang (Perang Saudara Pahang o ڤرڠ ساودارا ڤهڠ), nota anche come  guerra dei fratelli o guerra dei Bendahara fu una guerra civile ed una guerra di successione combattuta dal 1857 al 1863 tra le forze leali al regnante Raja Bendahara Tun Mutahir, e quelle leali a suo fratello Wan Ahmad, per la successione al trono di Pahang, nell'odierna Malesia.
Quando l'Impero johor capitolò alla fine del XIX secolo, il 22° Bendahara dell'impero, Tun Ali dichiarò la sua indipendenza e prese il controllo di Pahang, come Temenggung aveva fatto poco prima a Johor. La pace e la prosperità regnarono a Pahang sotto il suo governo che perdurò sino al 1857. Dopo la sua morte, suo figlio primogenito Tun Mutahir gli succedette alla corona ma non seguì la volontà di suo padre nel garantire le rendite di Kuantan ed Endau a suo fratello minore Wan Ahmad. Wan Ahmad si risentì e, assieme ai suoi soldati, si mosse sull'isola di Tekong, pianificando un attacco.
Tun Mutahir ricevette il Temenggung Tun Daeng Ibrahim e suo figlio Abu Bakar di Johor, i quali, per gli stretti legami con la comunità di Singapore, spinsero anche gli interessi commerciali inglesi verso Mutahir. Wan Ahmad ottenne invece il supporto del sultano Ali di Muar, il quale intravide così l'opportunità di vendigarsi di Johor Temenggung. Il Regno di Rattanakosin si schierò anch'esso con Wan Ahmad, cogliendo in questo disordine l'opportunità di estendere il proprio controllo sulle coste degli stati tributari locali ed estendere la propria influenza a sud di Pahang. Il sultano Baginda Omar di Terengganu supportò anch'egli Wan Ahmad, vedendolo come un controllo naturale all'insurrezione di Temenggong. Il distretto di Kemaman nel Terengganu fu la prima base di gran parte delle campagne militari condotte nel corso di questa guerra da Wan Ahmad.
Le ostilità ebbero inizio nel novembre del 1857 quando le forze di Wan Ahmad invasero i distretti di Pekan e Ganchong, ma non riuscirono a conseguire successi permanenti. Nella seconda campagna militare, che venne portata avanti dal marzo del 1861, le forze d'invasione cercarono di fortificare le loro posizioni a Endau dopo aver travolto Kuala Pahang e Kuantan. Con le loro incursioni nell'entroterra occuparono i distretti dell'alta valle del fiume Pahang. Ad ogni modo, a novembre, la loro avanzata venne nuovamente fermata dalle forze di Bendahara. Wan Ahmad ed i suoi uomini si portarono a Terengganu, preparando le forze per un'ulteriore invasione.
Nelle prime fasi della guerra, il maggiore generale William Orfeur Cavenagh, governatore degli Stabilimenti dello Stretto britannici, si offrì di mediare ma la sua presenza venne rigettata da ambo le parti. Wan Ahmad sentiva che Cavenagh sarebbe stato favorevole a suo fratello per l'influenza di Temenggung e dei mercanti di Singapore. Tun Mutahir rigettò invece la mediazione perché stava vincendo ormai la guerra e reputava l'ingerenza dell'Inghilterra come ormai superflua.
Nel 1862, Wan Ahmad lanciò un'invasione su vasta scala da Terengganu quando attraversò il confine da Kemaman ad Ulu Tembeling. Col supporto dei capi Pahang che cambiarono bandiera, egli riuscì a sbaragliare la posizione di Bendahara a Temerloh, Batu Gajah e Chenor. Egli invase quindi la capitale, Pekan, e vinse facilmente. Tun Mutahir si ritirò a Temai e nel maggio del 1863 a Kuala Sedili, dove morì con suo figlio Wan Koris.
Sei anni di guerra civile distrussero gran parte della prosperità che il sultanato di Pahang aveva conosciuto nei giorni del regno di Bendahara Tun Ali. Come notato da Sir Hugh Clifford, prima della guerra, Pahang era più popolata, ma il susseguirsi di battaglie che rovinarono la sua terra spinse molti abitanti ad abbandonare il paese. La valle del fiume Lebir a Kelantan e le parti superiori di molti fiumi presso Perak e Selangor sono ancora oggi abitati da pahang discendenti di questi fuggitivi. La guerra portò anche alla perdita permanente per Pahang dell'area a sud del fiume Endau e delle isole di Aur e Tinggi, che vennero cedute da Tun Mutahir allo stato di Johor in cambio di assistenza militare.

## Le cause della disputa
Il testamento datato 25 maggio 1856 compilato dal IV Raja Bendahara di Pahang, Bendahara Siwa Raja Tun Ali, fu il motivo principale delle tensioni che attanagliarono il regno di Pahang a metà Ottocento. Molto prima della sua morte, Tun Ali si era ritirato dalla partecipazione attiva al governo ed aveva spostato la sua residenza ufficiale a Lami dove trascorse gli ultimi anni della sua vita. Al suo ritiro, concesse sempre di più le redini del suo governo al figlio primogenito Tun Mutahir. L'anziano Bendahara dispose nel suo testamento che le rendite dei distretti di Kuantan e Endau spettassero al suo figlio favorito, Wan Ahmad. Tun Mutahir successivamente disse di non aver mai saputo di questa clausola e pertanto che questa non aveva alcun effetto sulla volontà di suo padre. Wan Ahmad dal canto suo pensava di avere maggiori pretese dal fratello dal momento che sua madre era stata la moglie principale di Tun Ali e addirittura pensava che tramite quel gesto suo padre avesse voluto affidargli il governo di Kuantan e di Endau, dividendo così il regno di Pahang tra i due figli.
Nel 1857, Tun Mutahir non riuscì ad essere presente al capezzale di suo padre che stava morendo e pertanto le ultime volontà del vecchio Bendahara, in assenza di Tun Mutahir, vennero comunicate a Wan Ahmad. Al funerale, i due fratelli si presentarono ciascuno con la propria schiera di armati, ma per rispetto nei confronti degli anziani del regno, le esequie non conobbero spargimenti di sangue. Il monarca morto venne sepolto nel cimitero reale di Kuala Pahang.
Tun Mutahir ad ogni modo disquisì sulla vera esistenza di un testamento di suo padre e sulla validità dunque delle pretese di suo fratello Wan Ahmad. Egli disse addirittura che in un affidavit scritto datato 2 Safar 1273 (corrispondente al 2 ottobre 1856), Tun Ali avesse addirittura ordinato l'esecuzione di Wan Ahmad.

## La mobilitazione
Poco dopo la deposizione del padre nella tomba, Wan Ahmad si portò a Singapore per organizzare un attacco ai danni di Tun Mutahir che aveva assunto nel frattempo il titolo di Bendahara Sri Maharaja. Nel luglio del 1857, Temenggung Ibrahim di Johor chiese al governatore degli Stabilimenti dello Stretto di evitare che Ahmad potesse armare dei vascelli sull'Isola di Tekong per un attacco a Pahang.
Nel 1857, Mahmud Muzaffar Shah di Riau-Lingga, deposto dagli olandesi, iniziò ad muoversi per essere anch'egli riconosciuto come sultano di Pahang, territorio che storicamente era stato parte dell'Impero Johor governato dai suoi antenati, ma dichiarato indipendente nel 1853 da Tun Ali. Sondò le intenzioni del Bendahara Tun Mutahir, ma l'incontro non lo convinse e pertanto egli decise di schierarsi con Wan Ahmad. I possedimenti di Pahang da parte dell'ex sultano e capo della famiglia reale di Johor, sarebbero stati una continua spina nel fianco per Temenggong. Dal momento che Tun Mutahir non era poi così giovane ed i suoi figli, ormai completamente avvezzi all'oppio, erano di poco conto, pensò che non sarebbero stati difficili da dominare.
A complicare la situazione politica, il Regno di Rattanakosin aspirava a rivivere la sua antica sovranità su Pahang, e pertanto supportò le pretese dell'ex sultano di Riau-Lingga e di Wan Ahmad. Terengganu, venne a sua volta coinvolto nella partita, e supportò Wan Ahmad. Gli inglesi, opposti alle pretese del regno siamese, e per timore di offendere gli olandesi, si schierarono con Tun Mutahir.

## Le guerre

### La guerra degli uomini di Kemaman
Quando Wan Ahmad si trovava a Singapore, nel luglio del 1857, preparandosi per l'invasione, sorsero dei conflitti tra i suoi sostenitori e Temenggong. Dopo aver completato i suoi preparativi a Singapore, Wan Ahmad procedette dunque alla volta di Kemaman nel Terengganu dove reclutò ulteriori uomini per la sua impresa. Il sultano di Terengganu diede a Wan Ahmad il suo pieno supporto.
Nell'ottobre del 1857, Tun Mutahir ricevette una lettera proveniente da Terengganu nella quale il sultano gli esponeva gli intenti ostili di Wan Ahmad contro Pahang. L'autenticità di questa lettera venne ritenuta dubbia, ma fu un fatto che mise in guardia il Bendahara ed i suoi sostenitori. Sicuro della solidità delle sue difese, Tun Mutahir inviò il suo primogenito Engku Muda Koris (Wan Long) a Singapore per il suo matrimonio con Enche Engku Puan Besar, figlia di Temenggong Ibrahim che ebbe luogo nel novembre del 1857. Koris venne accompagnato da due dei suoi fratelli, Wan Aman e Wan Da, e dai loro sostenitori. Pahang era impreparato all'invasione che Wan Ahmad lanciò via mare da Kemaman nel novembre di quello stesso anno.
L'invasione divenne nota nella tradizione pahang come "Guerra degli uomini di Kemaman" (Perang Orang-Orang Kemaman), nella quale le forze armate di Wan Ahmad riuscirono con successo a conquistare Pekan, all'epoca sotto la giurisdizione del cognato di Tun Mutahir. Egli quindi attaccò Ganchong, la fortezza del Bendahara, che cadde facilmente. Qui vi fu il primo tentativo di negoziare la pace da parte di Penghulu Haji Hassan con un distaccamento delle forze di Wan Ahmad guidate da Che Lambak di Benta, ma questo andò in fumo.
Tun Mutahir si portò a Chenor dove reclutò altri uomini. Supportato dai rinforzi del maharaja Perba Jelai Wan Idris e dai suoi figli, costrinse Wan Ahmad ed i suoi uomini a ritirarsi verso Kemaman. Poco dopo questa ritirata, Wan Ahmad diresse personalmente un raid nell'area di Tembeling, costeggiando Terengganu. Gli invasori fecero pressione sulla popolazione locale perché si ponesse al loro servizio ed aprisse loro la strada verso il villaggio di Penghulu Raja. Le forze del Bendahara, guidate dal figlio primogenito del maharaja Perba, Wan Embong e dai suoi uomini, Che Yahya, Che Embok, Che Uda e Che Mat Merah, si scontrarono con gli invasori. Dopo un combattimento che perdurò per tre giorni, i razziatori si portarono a Terengganu.

### Guerra di Endau
Nell'ottobre del 1858, accadde un evento decisivo per le sorti di Wan Ahmad, la falsa accusa di rivolta e l'assassinio di Wan Embong. Wan Embong era il primogenito ed erede di Orang Kaya Indera Maharaja Perba di Jelai Wan Idris, il più potente dei quattro nobili principali di Pahang. Il destino di suo figlio alla fine determinò Wan Idris a cambiare bandiera e ad abbracciare la causa di Wan Ahmad. Poco dopo l'assassinio di Wan Embong, Wan Aman iniziò a multare i popoli di Ulu Jelai, Lipis, Tembeling e Semantan. Quanti non erano in grado di pagare la multa divenivano schiavi per debiti di Pekan. La tirannia e l'ingiustizia del figlio del Bendahara costrinsero gli abitanti locali a cambiare bandiera anch'essi e ad abbracciare la causa di Wan Ahmad.
Per rafforzare la sua posizione contro Wan Ahmad, Tun Mutahir concluse un trattato con Temenggong di Johor all'inizio del 1861 per un reciproco aiuto in caso di guerra. A marzo del 1861, Wan Ahmad e Terengganu stavano preparando il contrattacco: dalla sua parte vi erano il maharaja Perba Wan Idris, Dato' Setia Muda Wan Muhammad, Tuan Mandak, Imam Perang Raja Rasu ('Tok Gajah'), Panglima Raja Cik Endut, Panglima Kakap Bahaman e altri.
Egli inoltre godette del pieno appoggio el sultano di Terengganu come sottoscritto. Dall'aprile del 1861, le forze d'invasione fortificarono la loro posizione ad Endau dopo aver condotto degli attacchi via mare su Kuala Pahang e Kuantan. Successivamente, nel maggio di quell'anno, Tun Mutahir cedette inaspettatamente il governo a suo figlio Wan Koris e preferì ritirarsi a vita privata. La nomina di Wan Koris, notoriamente senza cervello e dedito al consumo di oppio, diede ulteriore vantaggio a Wan Ahmad. Egli ottenne ancora di più il supporto del popolo, ed in particolare dei Rawa di Raub, e prese il controllo di Kuala Tembeling nell'agosto del 1861. Egli quindi conquistò Tebing Tinggi, Kuala Tekai e Tanjung Batu, Kerdau dopo che diversi capi Pahang si schierarono con lui.
Ad ogni modo, nell'agosto del 1861, il generale di Tun Mutahir, Panglima Mansu, schiacciò le truppe di Wan Ahmad e le costrinse a ritirarsi a nord di Terengganu. La sua presenza ad ogni modo venne accolta meno bene dal sultano di Terengganu. Il principe insorgente, determinato a tentare il tutto per tutto, si incontro a Kelantan col sultano Muhammad II e col raja Muda Ahmad. In assenza di Wan Ahmad, Abu Bakar di Johor inviò una nave da Singapore per rapire le donne nemiche per venderle poi al mercato degli schiavi, ma incontrò l'opposizione di Panglima Kakap Bahaman, Panglima Raja Cik Endut and a Bugis chief Daeng Muhammad. I rapitori dovettero fare ritorno a Singapore.

### La guerra di Temai
La fase finale della guerra venne preceduta dal ritorno di Wan Idris, il maharaja Perba di Jelai da Terengganu. Questo evento venne seguito da grandi rivolte da parte del popolo di Jelai, con battaglie a Kuala Tui e Batu Sawar che spinsero alla ritirata le truppe del Bendahara guidate da Wan Aman da Kulau Tembeling a Chenor.
Realizzando l'inevitabile sconfitta se la conduzione della guerra fosse rimasta nelle mani del figlio del Bendahara, due dei principali nobili locali, Orang Kaya di Temerloh e Orang Kaya Shahbandar, si portarono a Pekan e supplicarono il sovrano di concedergli la gestione delle operazioni. Il Bendahara accettò e siglò un documento di approvazione.
L'ultima significativa battaglia vide il grande coinvolgimento di Johor nel conflitto sotto la guida di Temenggung Abu Bakar il quale, in una proclamazione datata 23 agosto 1862, disse che Pahang era sua alleata. Inviò delle truppe johor, mercenari di Perak e Johol, munizioni, medicine, una nave cannoniera ed uno schooner per aiutare il Bendahara. Il risultato dell'interferenza di Abu Bakar fu che i capi che ancora erano schierati con Tun Mutahir si risentirono parecchio e si posero a supportare Wan Ahmad.
Wan Ahmad tornò a Pahang nell'agosto del 1862, accolto da centinaia di sostenitori. Dopo aver pregato presso il tempio di Marhum Syeikh, fortificò la sua posizione a Temerloh, attaccando l'accampamento Johor-Bugis presso Pulau Lebak, vincendo le forze del Bendahara presso Batu Gajah e Chenor, e costringendole a ritirarsi a Temai. Le truppe di Wan Ahmad sconfissero le forze Johor a Kuala Bera, prima di procedere con un attacco a sorpresa alla capitale. Invasero Pekan con ben poca resistenza, uccidendo sessanta mercenari Bugis.
La presa della capitale pose fine virtualmente alla guerra, con le forze del Bendahara che mantennero le loro posizioni a Temai per altri cinque mesi prima di ritirarsi più a sud. Malgrado i tentativi di Temenggong, il Bendahara ad ogni modo si ritirò nel maggio del 1863 da Pahang.

## L'intervento esterno

### Gli inglesi
Il governo degli Stabilimenti dello Stretto inglesi mantenne la sua politica di non-intervento durante la prima fase della guerra. Ogni forma di aiuto militare richiesta da Tun Mutahir venne rifiutata dagli inglesi che anzi utilizzarono la loro influenza per impedire ulteriori interventi di Siam, Terengganu e Johor nella questione. Nel febbraio del 1858, Temenggung Ibrahim di Johor scrisse a Edmund Augustus Blundell, il governatore degli Stabilimenti dello Stretto, dispiacendosi per questo "atteggiamento ostile" che il governatore gli aveva mostrato, permettendo anzi a Wan Ahmad di utilizzare l'Isola di Tekong come base per il suo attacco su Pahang. Il governatore inoltre rifiutò anche una richiesta di armi per Tun Mutahir in una lettera datata 2 maggio 1858. Determinato comunque a sciogliere queste relazioni, Blundell visitò sia Pahang che Terengganu. Il 17 maggio, durante la sua permanenza a Kuala Terengganu, Blundell strappò al sultano di Terengganu la promessa di non intervenire nel conflitto e l'aiuto nella rimozione di Wan Ahmad da Kemaman. Il secondo appello che pervenne da Tun Mutahir il 6 agosto venne anch'esso rigettato.
Il 26 giugno 1861, il nuovo governatore, il maggiore generale Sir William Orfeur Cavenagh scrisse a Baginda Omar di Terengganu, nella speranza che il sultano volesse persuadere Wan Ahmad (che aveva già lanciato la sua seconda invasione ed aveva occupato Kuantan), a tornare a Terengganu. In una lettera scritta nel luglio di quello stesso anno a Tun Mutahir, che all'epoca era a Telok Blangah (Singapore), Cavenagh espresse il suo rifiuto per il disappunto del Bendahara sul fatto che gli inglesi non lo avessero aiutato a scacciare Wan Ahmad da Kuantan, ma comunque evidenziò come l'ingerenza esterna avrebbe solo prolungato il conflitto. La visione di Cavenagh cambiò poco dopo, quando Wan Ahmad, ad Endau, si pose in posizione tale da interferire sul traffico marittimo tra Pahang e Singapore.
Il governatore si offrì dunque per mediare la situazione ma fu la sua offerta questa volta ad essere rigettata da ambo le parti. Wan Ahmad aveva percepito che Cavenagh sarebbe stato favorevole al suo fratello maggiore per via dell'influenza dei mercanti di Temenggung e di Singapore. Tun Mutahir rifiutò il compromesso dal momento che ormai sapeva di stare vincendo la guerra da solo. Ad ogni mdoo, Tun Mutahir aveva promesso di garantire a Wan Ahmad come compensazione le rendite di Kuantan e Endau le quali, secondo i termini del testamento di suo padre, gli sarebbero spettate, ma la mancanza di uno scritto fece tentennare il governatore inglese su quale parte fosse meglio favorire.
Il 9 luglio 1861, il governatore rifiutò un'altra richiesta del Bendahara di aiutarlo nelle operazioni contro Wan Ahmad a Kuantan, ma addolcì questo rifiuto con la vaga promessa dell'invio di una nave a vapore. Il 19 luglio il governatore scrisse al sultano di Terengganu richiedendogli di persuadere Wan Ahmad a lasciare Kemaman e di cessare le ostilità. Cavenagh inviò una comunicazione a Wan Ahmad il 31 luglio avvisandolo che la sua interferenza nel commercio tra Pahang e Singapore avrebbe portato all'intervento inglese nel conflitto. Il 6 agosto, il governatore, sapendo di una lettera al Bendahara nella quale egli venne informato del fatto che tutto andava bene a Pahang, declinò l'offerta di assistere l'offensiva contro Wan Ahmad per quanto sperasse che il principe di Pahang sarebbe rimasto in contatto con lui. Secondo il suo parere, Wan Ahmad sarebbe dovuto rimanere libero di continuare la sua lotta a Kuantan, ma che non si sarebbe potuto aspettare ulteriore aiuto da Terengganu. Il 19 agosto, il governatore nuovamente si rifiutò di assistere gli insorgenti.
Sul finire della guerra, quando il conflitto propendeva per Wan Ahmad, Cavenagh agì di propria iniziativa, abbandonando la politica inglese del non-intervento. Due navi cannoniere inglesi, la HMS Coquette e la HMS Scout, bombardarono Kuala Terengganu, capitale del Terengganu, in risposta al rifiuto del sultano di richiamare i suoi uomini dalle campagne di Pahang e per bloccare i rifornimenti a Wan Ahmad. La marina siamese ormeggiata a Kuala Terengganu ed alleata di Wan Ahmad, venne costretta anch'essa a ritornare a casa.

### Il Siam
Il coinvolgimento siamese iniziò nel 1861, quando Wan Ahmad visitò Bangkok a seguito del fallimento della sua seconda campagna militare. Il regno di Rattanakosin era sotto il governo del sovrano Mongkut il quale vide in questi disordini l'opportunità di estendere il proprio controllo sulla costa orientale di Kelantan e Terengganu, ed estendere la propria influenza anche verso Pahang. A Bangkok viveva nel contempo anche l'esiliato Mahmud Muzaffar Shah, discendente del sultano Abdul Rahman di Riau, che Raffles aveva rimpiazzato come regnante di Johor. Mahumd pretendeva di essere il legittimo sovrano di Pahang e Johor. Mahmud, Wan Ahmad, Ali ed i siamese siglarono dunque un accordo di alleanza reciproca. Il piano consisteva nell'utilizzare Terengganu come base iniziale per invadere Pahang. Alla vittoria, Mahmud sarebbe divenuto sultano, e Wan Ahmad bendahara. Quello che Ali avrebbe ottenuto in caso di vittoria era la possibilità di pretendere al trono di Johor. Mahmud ed Ahmad procedettero quindi alla volta di Terengganu con la marina siamese.
L'intervento siamese causò un notevole allarme sia a Johor che a Singapore. La comunità mercantile vide infatti in questo fatto minacciati i propri interessi economici non solo a Pahang, dove il Siam non aveva mai avuto una qualche influenza di rilievo, ma anche a Terengganu ed a Kelantan, dove la crescente presenza siamese avrebbe certamente minacciato la loro libertà di commerciare con Singapore. Cavenagh chiese che il Siam si ritirasse dall'appoggiare il conflitto. I siamesi si rifiutarono credendo che le mani di Cavenagh fossero strettamente legate dalla politica di non-intervento inglese. Nel 1862, Cavenagh invece inviò delle navi da guerra inglesi a bloccare il porto di Terengganu. Quando i siamesi persistettero nel non volersi ritirare, egli bombardò il forte di Kuala Terengganu. Questo fatto attirò l'attenzione di Bangkok che accondiscese alle richieste.
Cavenagh venne criticato in parte dal governo inglese per l'eccesso della sua autorità nella questione. Questa azione, ad ogni modo, ebbe effetti positivi per l'Inghilterra. I siamesi si convinsero del fatto che gli inglesi avrebbero protetto Kelantan e Terengganu da qualsiasi interferenza diretta siamese.

## Conseguenze

### La morte di Tun Mutahir ed il nuovo Bendahara
Prima di partire da Pahang nel maggio 1863, Tun Mutahir e Wan Koris si ammalarono gravemente, e Wan Aman venne nominato nuovo Raja Bendahara designato dal Shahbandar, ma Wan Aman era un regnante senza regno dal momento che era Wan Ahmad ad aver vinto. Tun Mutahir e Wan Koris morirono a Kuala Sedili nel maggio del 1863, non lasciando più alcun oppositore al regno di Wan Ahmad.
Il vincitore venne formalmente proclamato sovrano dai capi col titolo di Bendahara Siwa Raja Tun Ahmad, ponendo così fine alla guerra fratricida tra Tun Mutahir e Wan Ahmad. Giudicata in termini di vite umane perdute, ben poco era stato fatto dalla guerra, ma la miseria che questa portò ai contadini di Pahang fu incalcolabile. Pressati da due fronti di guerra, spaventati, forzati a provvedere il cibo necessario ai militari, privati di quel poco che possedevano come proprietà, soggetti alle crudeltà dei figli di Tun Mutahir, coi loro villaggi razziati da combattenti stranieri, la vera sconfitta nel conflitto fu proprio della popolazione. Molti decisero di abbandonare quelle terre.

### L'amnistia
Bendahara Tun Ahmad volle dare un segnale particolare alla sua vittoria proclamando l'amnistia di tutti i capi e di tutti i popoli che avevano partecipato al conflitto. Di questa condizione beneficiarono in particolare Shahbandar, Che Lambak ed i loro seguaci che tornando a Pahang vennero ricevuti con amicizia dal nuovo sovrano. Bendahara convocò un consiglio dei capi, fece nuove leggi e scrisse un nuovo codice penale. Conferì titoli a quanti si erano distinti nell'ultima guerra, inviando dei magnati a risiedere nei distretti del suo regno per reggerli in suo nome. Perdonò Engku Ngah ed Engku Chik e sposò la loro sorella Che Puan Bongsu (poi nota col nome di Tun Besar) dalla quale ebbe una figlia, Tun Long. Rinunciò per tre anni alle imposte di stato per quanti decidevano di rimanere a Pahang, anche perché alla guerra seguì un'epidemia di peste che perdurò per due anni prima di essere debellata.

### Il riconoscimento inglese
Nell'ottobre del 1863, il Bendahara informò il governatore inglese di essere stato invitato a Pahang dai quattro nobili principali del regno, e di aver conquistato lo stato il 22º giorno del mese di Dhu al-Hijjah 1279 AH (corrispondente al 10 giugno 1863). Prima della fine dell'anno, il governatore Cavenagh riportò al governo in patria la riconciliazione tra il popolo Pahang ed il suo attuale monarca, e che il paese stava rapidamente pacificandosi e che il commercio aveva ripreso con fervore. Come conseguenza del suo rapporto scritto, il governo britannico decise ufficialmente di riconoscere Tun Ahmad come regnante de facto.

### La disputa territoriale con Johor
Il conflitto armato tra il nuovo Bendahara e Temenggung Abu Bakar cessò con l'espulsione di Tun Mutahir da Pahang, ma la querelle continuò anche in seguito, in particolare per la pressante questione delle isole cedute in precedenza. In cambio dell'assistenza di Temenggung, Tun Mutahir aveva ceduto a Johor Tioman e altre isole a sud, che da tempo immemorabile appartenevano alla sovranità di Pahang. Tun Ahmad si rifiutò di riconoscere la validità di quella cessione. Nell'ottobre del 1863, convocò i capi di Tinggi, Tioman e di altre isole, e ottenne la loro alleanza.
Il 2 luglio 1866, il Bendahara venne a conoscenza tramite una lettera del governatore Cavenagh che questi aveva dichiarato di non essere in grado di riconoscere la validità dell'autorità di Tun Ahmad sulle isole Pahang sulla base del fatto che esse erano soggette al governo di Temenggung. Egli replicò rispettosamente che Tioman, Tinggi, Aur e le altre isole erano da sempre state soggette a Pahang. Nel settembre del 1866, una cannoniera di Temenggung, con a bordo delle forze di Johor, creò dei problemi su alcune isole, arrestando dei pescatori. Tun Ahmad stanco di questionare per queste cose, decise di risolvere pacificamente l'affare. Quando la piccola flotta di Temenggung invase nuovamente l'isola di Aur nel giugno del 1867, il Bendahara inviò Che Lambak e Imam Perang Mahkota a Singapore per esporre la storia dell'isola e del suo rapporto con Pahang. Gli inviati portarono in dono anche una spada con un piccolo biglietto nel quale si trovavano scritte le seguenti parole: "Un umile presente, ma potrebbe anche essere usata dal nostro amico".
In quello stesso anno, Abu Bakar alla fine si offrì di cedere le isole di Tioman, Seri Buat, Kaban e altre minori poste a nord della latitudine 2°40', e nel 1868 il governatore Sir Harry Ord le concesse a Pahang. La disputa dei confini, ad ogni modo, non venne definita sino al 1897 quando la decisione di Ord non venne confermata, con la riva desta del fiume Endau a Pahang, mentre la destra a Johor. Le isole a nord della linea immaginaria tracciata sul fiume Endau rimasero a Pahang, quelle a sud passarono a Johor.

### Gli ultimi conflitti
I figli sopravvissuti di Tun Mutahir, Wan Aman, Wan Da e Wan Abdullah tentarono di riprendersi il trono del loro padre nel 1866. Con una piccola forza presero il forte di Jerang a Ulu Triang. I magnati di Temerloh e Chenor riuscirono a frenare l'invasione, e dopo un mese di combattimenti, gli uomini di Pahang costrinsero gli invasori ad abbandonare il loro intento. Nel 1868, Wan Da lanciò un'altra invasione, infiltrando le sue forze a Raub. Vennero sconfitte a Sega dalle truppe di Pahang e costrette a riparare a Selangor. Wan Ahmad attribuì l'attacco di Wan Da alle macchinazioni del suo nemico Temenggung Abu Bakar.
Wan Aman e Wan Da trasferirono le loro attività guerresche su Klang dove si unirono alle forze del raja Abdullah col quale ben presto entrarono in conflitto e si schierarono con raja Mahdi, in cambio della promessa di aiutarli a conquistare Pahang. Temenggung Abu Bakar si dissociò da ogni intervento armato a Pahang. Nei primi anni '70 dell'Ottocento, Wan Aman e Wan Da, aiutati dalle forze del raja Mahdi, invasero Pahang attraverso Raub. I difensori si arroccarono nei forti locali e lungo le rive del fiume Lipis. Combattimenti ebbero luogo anche a Kuala Pa presso Temu, e in tre giorni otto fortezze vennero catturate. I rinforzi da Pekan guidati da Haji Muhammad Nor giunsero sul posto e bruciarono il quartier generale degli insorti a Raub e presero il forte di Sempalit. Panglima Kakap Bahaman, il magnate di Semantan, aveva fatto chiudere tutte le strade per Selangor e attese la ritirata degli invasori, ma i conflitti perdurarono per altri nove mesi.